# Kiseki/No.1
Singles de BoA
Don't start now
(2002) Jewel Song
(2002)
Kiseki/No.1 est le 8e single de BoA sorti sous le label Avex Trax le 19 septembre 2002 au Japon. Il atteint la 3e place du classement de l'Oricon et reste classé 17 semaines pour un total de 129 462 exemplaires vendus. Les chansons Kiseki, No.1 et Flower se trouvent sur l'album Valenti.

## Liste des titres
| 1. | Kiseki (奇跡)                |  |
| 2. | No.1                         |  |
| 3. | Flower                       |  |
| 4. | Kiseki (Instrumental) (奇跡) |  |
| 5. | No.1 (Instrumental)          |  |
| 6. | Flower (Instrumental)        |  |